# Acqua Fragile
Gli Acqua Fragile sono una band di rock progressivo italiano degli anni settanta, originaria della zona di Parma.

## Storia

### 1966: Gli immortali
Il complesso si chiamava inizialmente "Gli Immortali", e comprendeva Bernardo Lanzetti (voce), Gino Campanini (chitarra) e Piero Canavera (batteria), a cui si erano aggiunti in seguito il tastierista Maurizio Mori e il bassista Franz Dondi. Dondi proveniva da un altro ensemble minore, I Moschettieri, che nel 1967 aveva inciso un 45 giri (Il tempo dell'amore) e aveva suonato come spalla in un concerto italiano dei Rolling Stones.

### Acqua Fragile
Gli Immortali iniziarono a esibirsi dal vivo e, nei primi anni settanta, furono notati dai membri della Premiata Forneria Marconi (PFM), una delle band di spicco del panorama del rock progressivo italiano. Il manager della PFM Franco Mamone decise di seguire anche il complesso di Lanzetti, che nel frattempo aveva cambiato nome in "Acqua Fragile". Mamone riuscì a far suonare il quintetto come supporter di molti esponenti del rock progressivo, quali: Soft Machine, Uriah Heep e Gentle Giant.
Il loro eponimo album d'esordio fu pubblicato nel 1973. Era un lavoro chiaramente ispirato al progressive britannico (soprattutto Genesis e Gentle Giant) e cantato in inglese, fatto piuttosto anomalo per il panorama discografico italiano dell'epoca. L'album fu distribuito solo in Italia, e non ebbe il successo sperato.
Il disco successivo, Mass Media Stars (1974) fu stampato anche per il mercato statunitense che già aveva accolto con entusiasmo la PFM. Alla fine dell'anno il complesso acquisì un nuovo elemento, il tastierista Joe Vescovi, proveniente dal quartetto The Trip appena scioltosi, ma poco tempo dopo fu il cantante Lanzetti ad abbandonare per entrare nella PFM (con cui avrebbe realizzato Chocolate Kings e Jet Lag). Lanzetti fu sostituito per qualche tempo da Roby Facini (precedentemente nei Top 4 e successivamente nei Dik Dik insieme a Vescovi, e in pianta stabile nella band di Riccardo Fogli), ma il quartetto non produsse più nulla e si sciolse definitivamente nel 1975.
Per alcuni decenni, i membri del complesso percorsero strade indipendenti. Lanzetti, dopo la PFM, intraprese una carriera solista di discreto successo, allontanandosi dal rock progressivo; successivamente collaborerà con i Mangala Vallis (ensemble reggiano guidato da Gigi Cavalli Cocchi) nel loro album d'esordio The Book of Dreams (2003), per poi entrare stabilmente nel nucleo a partire da Lycanthrope (2005). Dondi e Canavera suoneranno per qualche tempo nei Rocky's Filj, e poi negli Shout!, una tribute band dei Beatles che pubblicherà due CD negli anni novanta. Dondi, successivamente, fonderà l'Acqua Fragile Project, che riproporrà brani del repertorio Acqua Fragile.

### Il ritorno
Dopo l'esperienza del concerto VOX 40 del 2013, Lanzetti, Dondi e Canavera decisero di produrre un nuovo album. Nell'ottobre 2017, per l'etichetta britannica Cherry Red, viene pubblicato: A New Chant contenente otto brani originali, sette in lingua inglese e uno in italiano. Nel novembre 2018 i tre annunciarono il ritorno sulle scene live includendo nella formazione anche Rosella Volta (voce) e Michelangelo Ferilli (chitarre), già membri dell'Acqua Fragile Project.

### La causa contro Busta Rhymes
Nel 2018 Bernardo Lanzetti e gli Acqua Fragile hanno accusato di plagio il rapper Busta Rhymes poiché in Genesis, il brano che dà il titolo al suo album del 2001, ha utilizzato un campionamento di Cosmic mind affair, tratto da Mass Media Stars, senza dichiararlo e anzi firmandolo a proprio nome. Lanzetti e il gruppo decidono di portare avanti la causa; l'utilizzo del campione è di circa 20,09 secondi e viene ripetuto per 4 volte all’interno di Genesis per una percentuale di utilizzo del 35% circa sul totale della durata del brano. Inoltre nell'album del rapper scompare anche il nome del produttore originale di Cosmic mind affair, Claudio Fabi, perché nei crediti è riportato in questo ruolo J Dilla. Poiché dopo anni di trattative la situazione non è stata risolta con il riconoscimento, Lanzetti e la band hanno deciso di passare alle vie legali.

## Formazione originaria
- Bernardo Lanzetti - voce, chitarra (1966-1975)
- Gino Campanini - chitarra, cori, mandolino (1966-1975)
- Maurizio Mori - tastiere, cori (1966-1974)
- Franz Dondi - basso (1966-1975)
- Piero Canavera - batteria, cori, percussioni, chitarra (1966-1975)

### Altri componenti
- Joe Vescovi - tastiere (1964-1975)
- Roby Facini - voce, chitarra (1975)
- Stefano Pantaleoni - tastiere (dal 2018)
- Claudio Tuma - chitarre (2023-attualmente)

## Acqua Fragile Project 2005
- Manuel "Badu" Roncoroni - voce
- Rossella Volta - voce
- Michelangelo Ferilli - chitarre
- Alessandro Sgobbio - tastiere
- Franz Dondi - basso
- Fabio Pizzarotti - batteria

## Acqua Fragile 2018
- Bernardo Lanzetti - voce
- Piero Canavera - batteria
- Franz Dondi - basso
- Rossella Volta - voce
- Michelangelo Ferilli - chitarre
- Stefano Pantaleoni - tastiere

## Discografia

### Album in studio
- 1973 - Acqua Fragile
- 1974 - Mass Media Stars
- 1994 - Live in Emilia
- 2017 - A New Chant
- 2023 - Moving Fragments[6]

### Singoli
- 1974 - Bar Gazing/Opening Act